# Fireshow

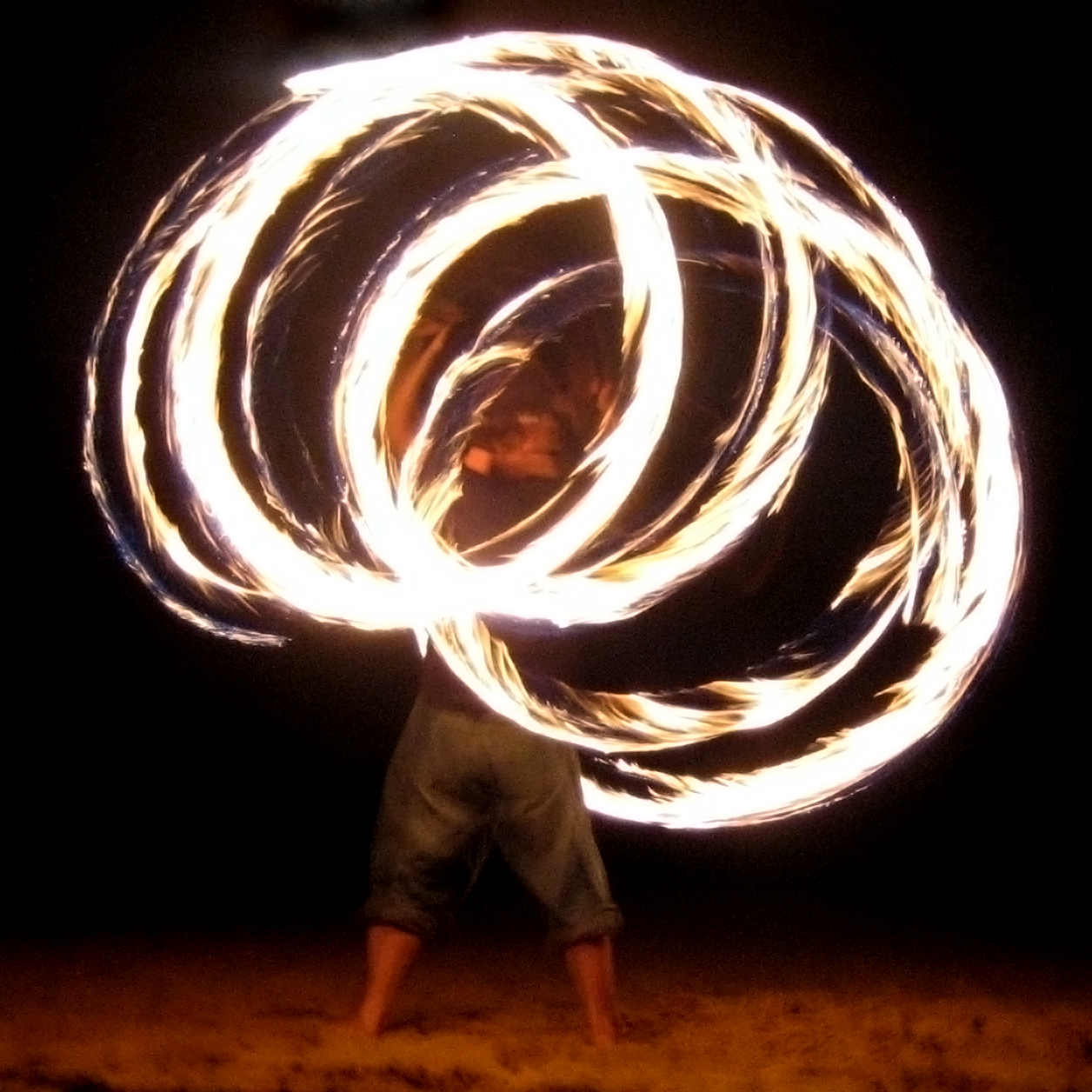
Muž s ohnivou tyčí

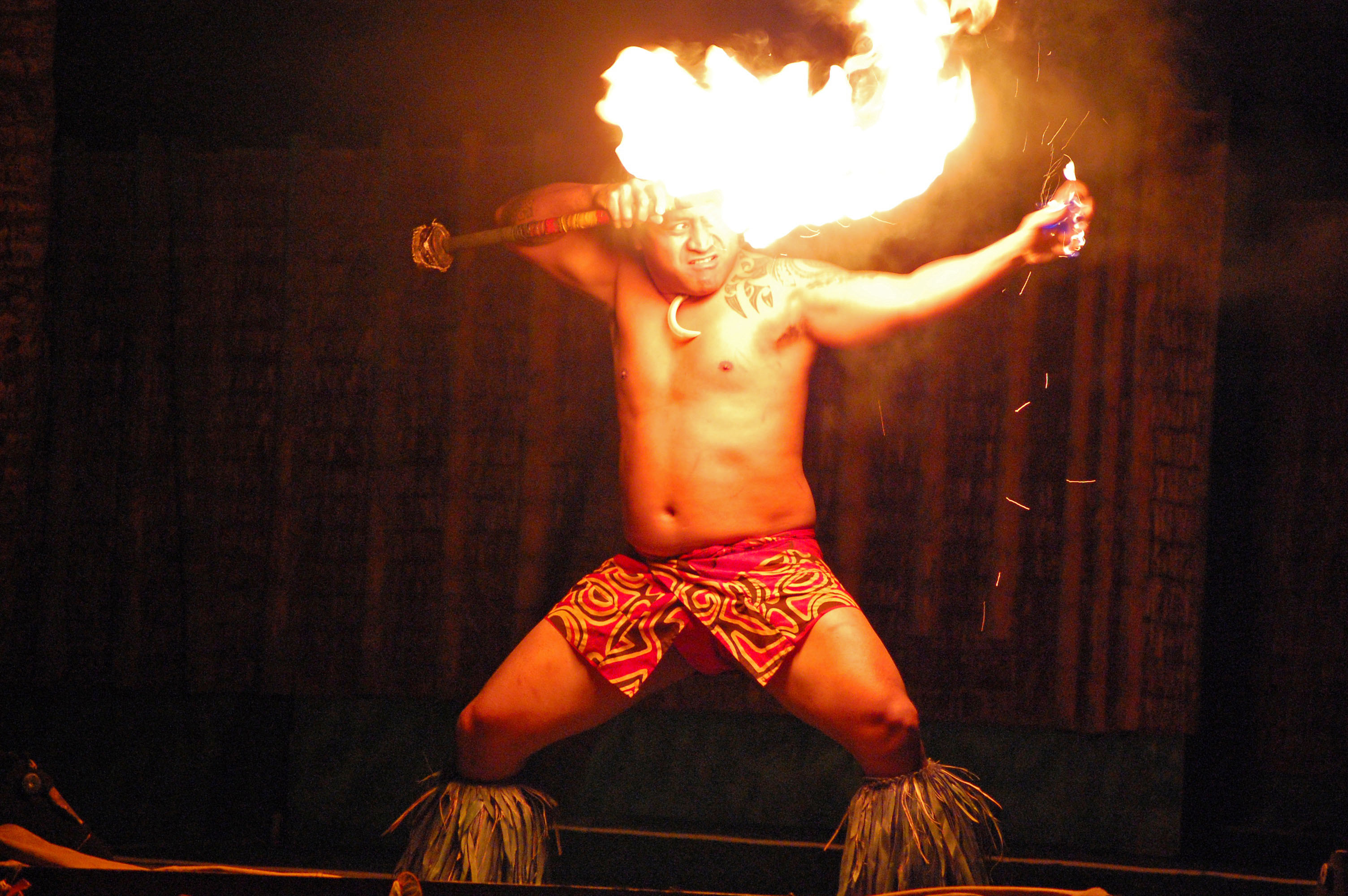
Tanečník s ohnivým nožem

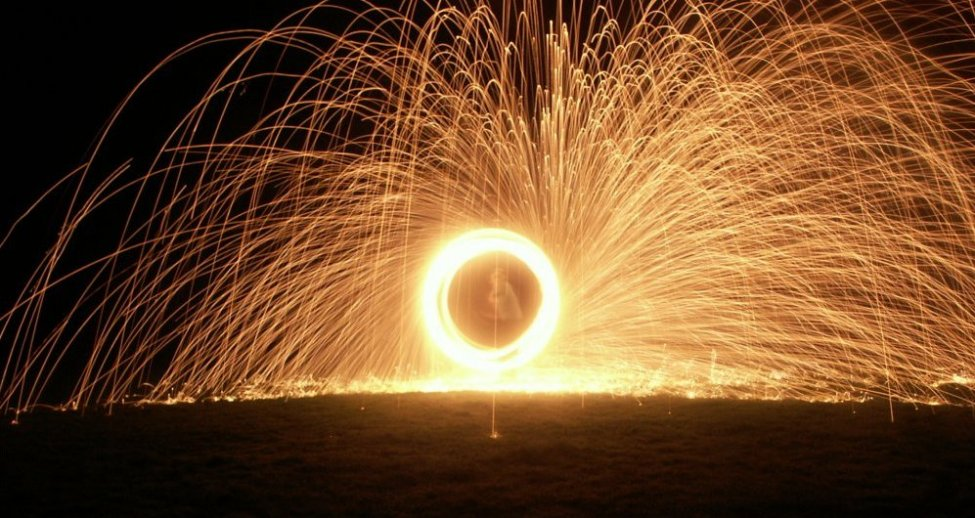
Tanečník s ohnivými poi, vyrobenými z rozžhavené ocelové vlny v hlavicích z drátěného pletiva, které byly namočeny v lampovém oleji. Fotografie s dlouhou expoziční dobou zachycuje stopy odlétajících jisker. Navzdory své působivosti je toto vystoupení nebezpečné pro umělce i pro publikum

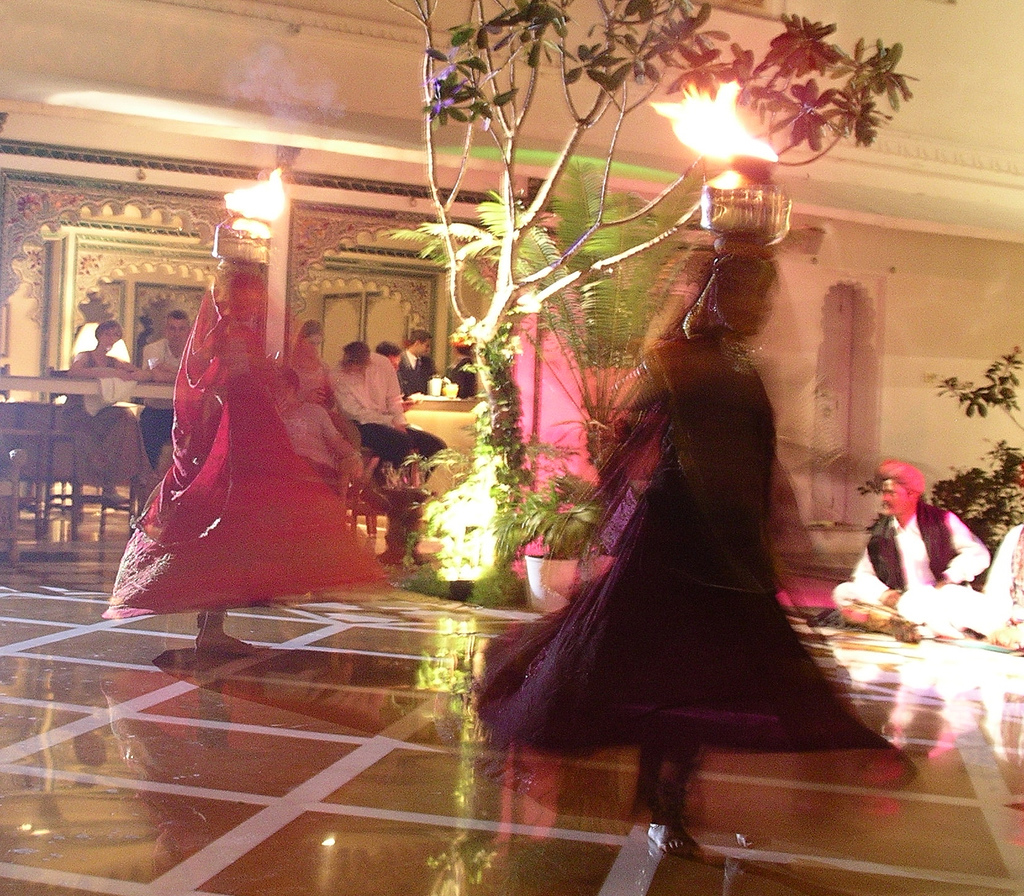
Tanečnice z města Udajpur se točí při tradičním tanci

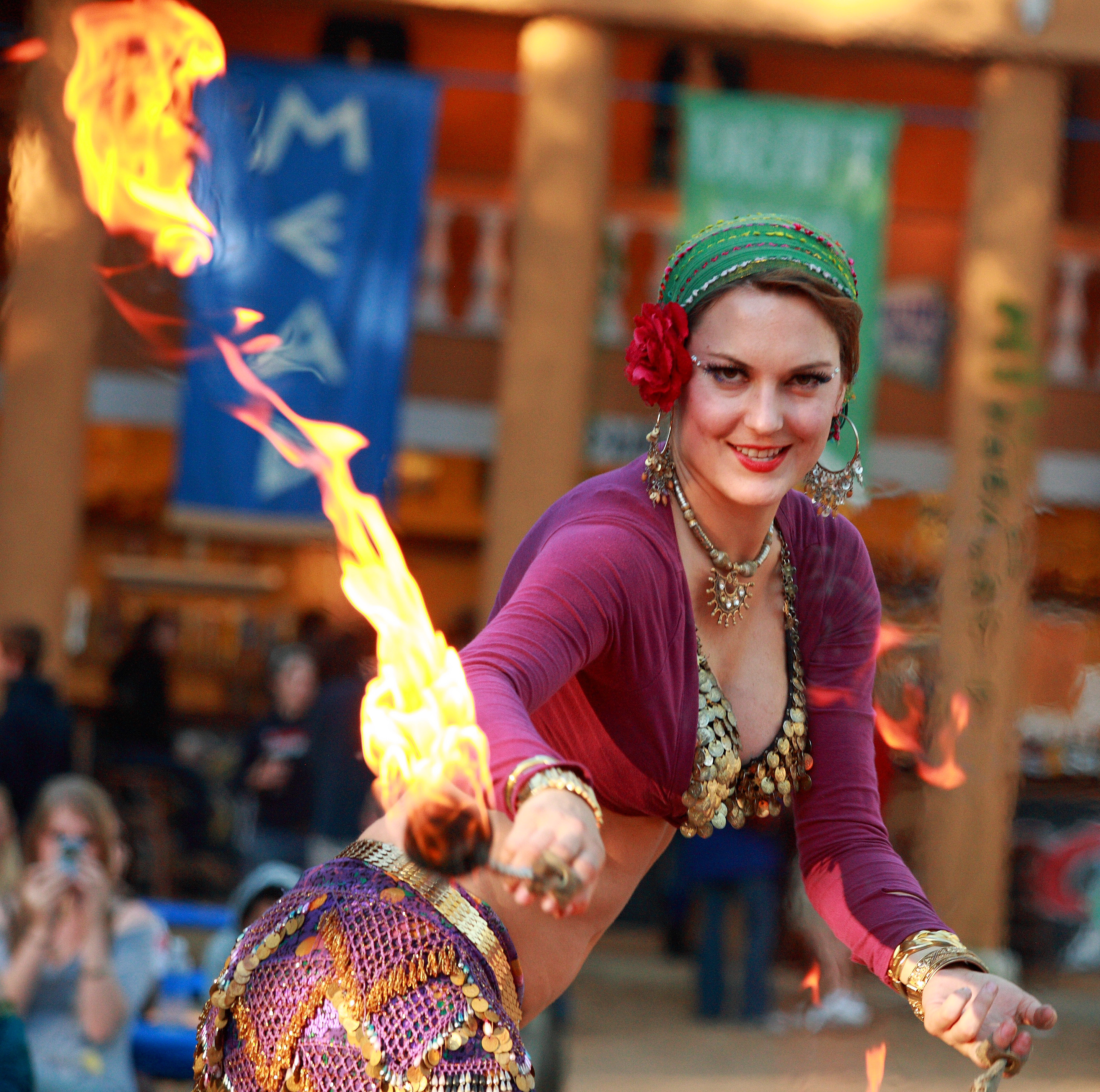
Tanečnice s ohnivou pochodní

Pojem fireshow nebo také ohnivá show (případně ohňová show) představuje druh živého umění či zábavy, který zahrnuje všechny typy výstupů, jež do sebe zapojují manipulaci s ohněm. Ve fireshow se obvykle používají rekvizity s jednou či více hlavicemi, které byly zhotoveny tak, aby se při zapálení nezničily.
Fireshow v sobě zahrnuje dovednosti založené na žonglování, twirlingu, točení s poi a jiných formách manipulace s rekvizitami. Také se v ní využívají dovednosti jako plivání ohně, polykání ohně či opalování těla, které se někdy označují jako fakírské dovednosti.
Vystoupení s ohněm mají mnoho různorodých podob. Mimo jiné jde o tanec s ohněm, používání ohně při finále v jinak neohnivém představení a využívání ohnivých dovedností jako kaskadérských vložek v jiných představeních. Výstupy mohou být pojaty jako sestavy secvičené na hudbu (tento typ si je blízký s tancem a moderní gymnastikou) nebo mohou být pojata volným stylem (s muzikou či bez) či doprovázena ústní interakcí s publikem. Některé prvky fireshow lze nalézt v mnoha různých kulturních zvyklostech a rituálech z celého světa.
Jakékoli představení zahrnující oheň je ze své podstaty nebezpečné a představuje ohrožení na zdraví, a proto by při nich vždy měla být zajištěna bezpečnost vystupujícího i publika.

## Historie
Staří Aztékové se věnovali ohnivému tanci zasvěcenému ohnivému božstvu Xiuhtecuhtli. Aztécký ohnivý tanec je v Mexiku dnes předváděn turistům.
Kořeny Balijského ohnivého tance nebo tance andělů, které bývají také často předváděný pro turisty, sahají až do starodávných rituálů. Jak tanec andělů, tak ohnivý tanec vycházejí z obřadu zvaného sanghyang, který byl prováděn v transu „na ochranu před čarodějnicemi v dobách epidemií.“ Pod názvem Koňský tanec bývá také předváděn muži držícími napodobeniny koní z dřeva a prutů. Tanečníci při něm poskakují kolem ohně ze zbytků kokosových ořechů a procházejí jím.
Ohnivé tance jsou také předváděny pro turisty ve Francouzské Polynésii a na ostrovech Antigua, Kuba a Svatá Lucie.
Obyvatelé Thárské pouště v Indii předvádějí tradiční tance s ohněm jako součást festivalu jara. Tento tanec je doprovázen hrou na bubny a na behr a má mnoho druhů. Muži například často předvádějí tanec, při němž chodí po žhavých uhlících. Před jeho začátkem se zapálí velká hranice, která se posléze nechá vyhasnout, aby po ní zbyly žhavé uhlíky, jež tanečníci vyhazují nohama a vytváří tak spršky ohně. Ženy provádějí tanec, při kterém na svých hlavách udržují zapálené kotlíky. Oba typy jsou dnes také často předváděny pro turisty.

## Moderní typy ohnivých vystoupení

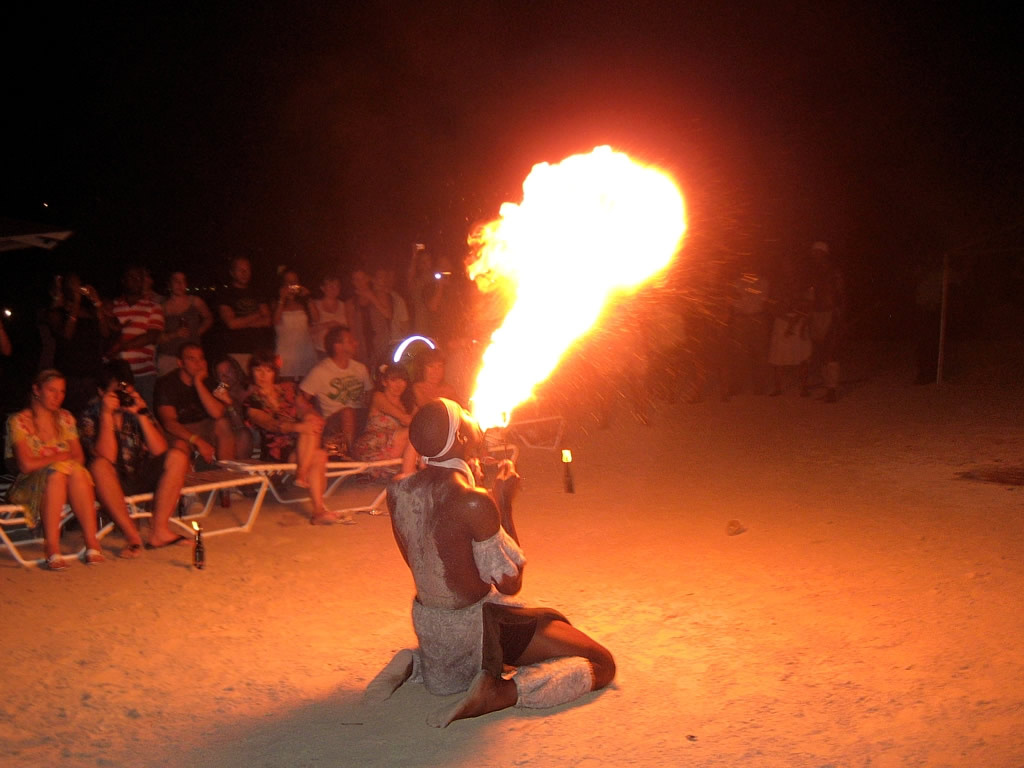
Plivač ohně při vystoupení pro turisty na karibském ostrově Antigua
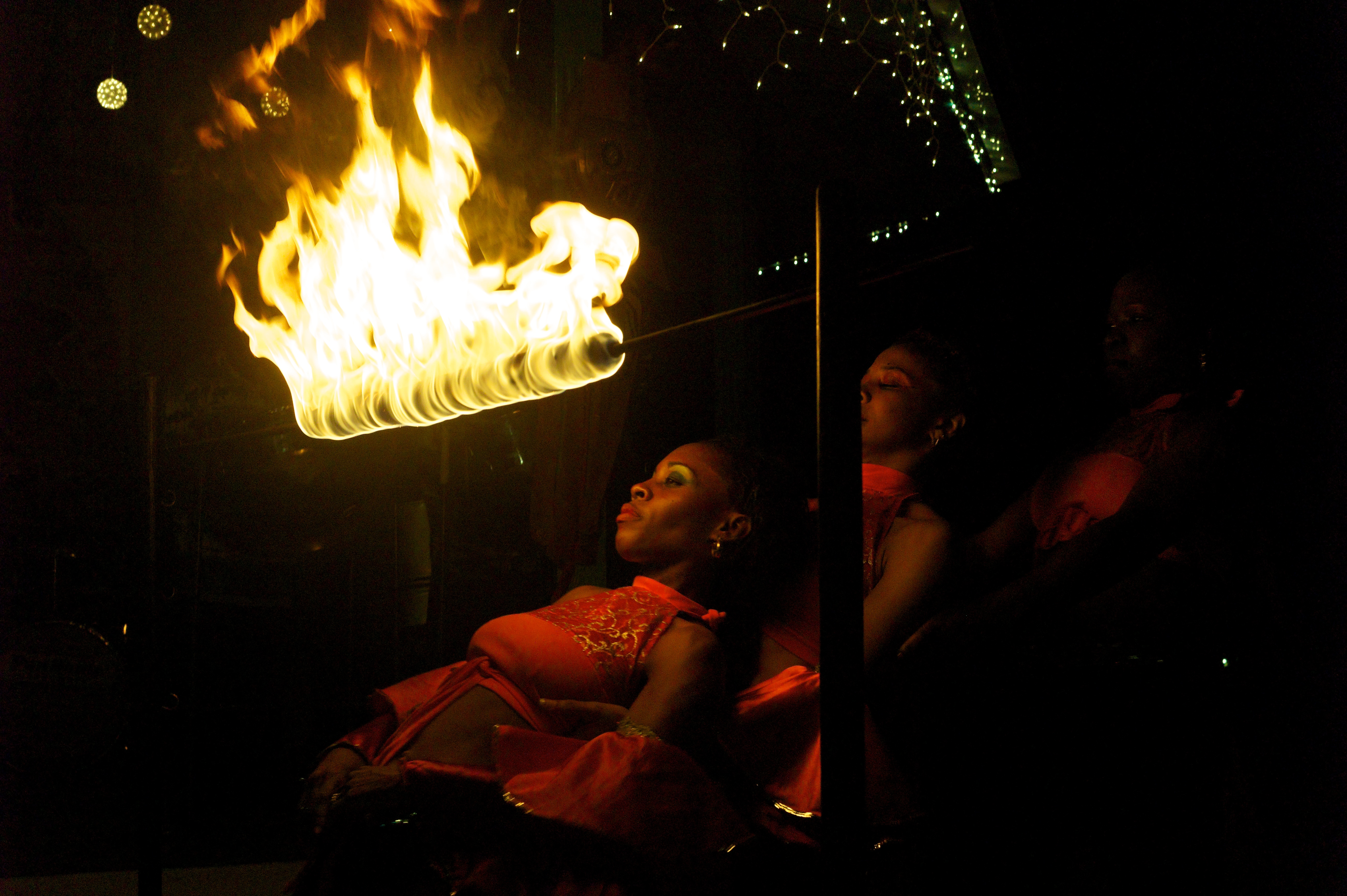
Tanečníci limbo s hořící tyčí na Svaté Lucii
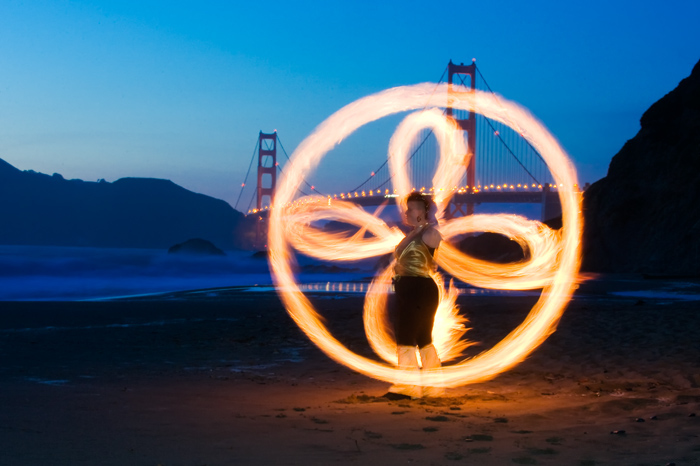
Fireshow v San Francisku
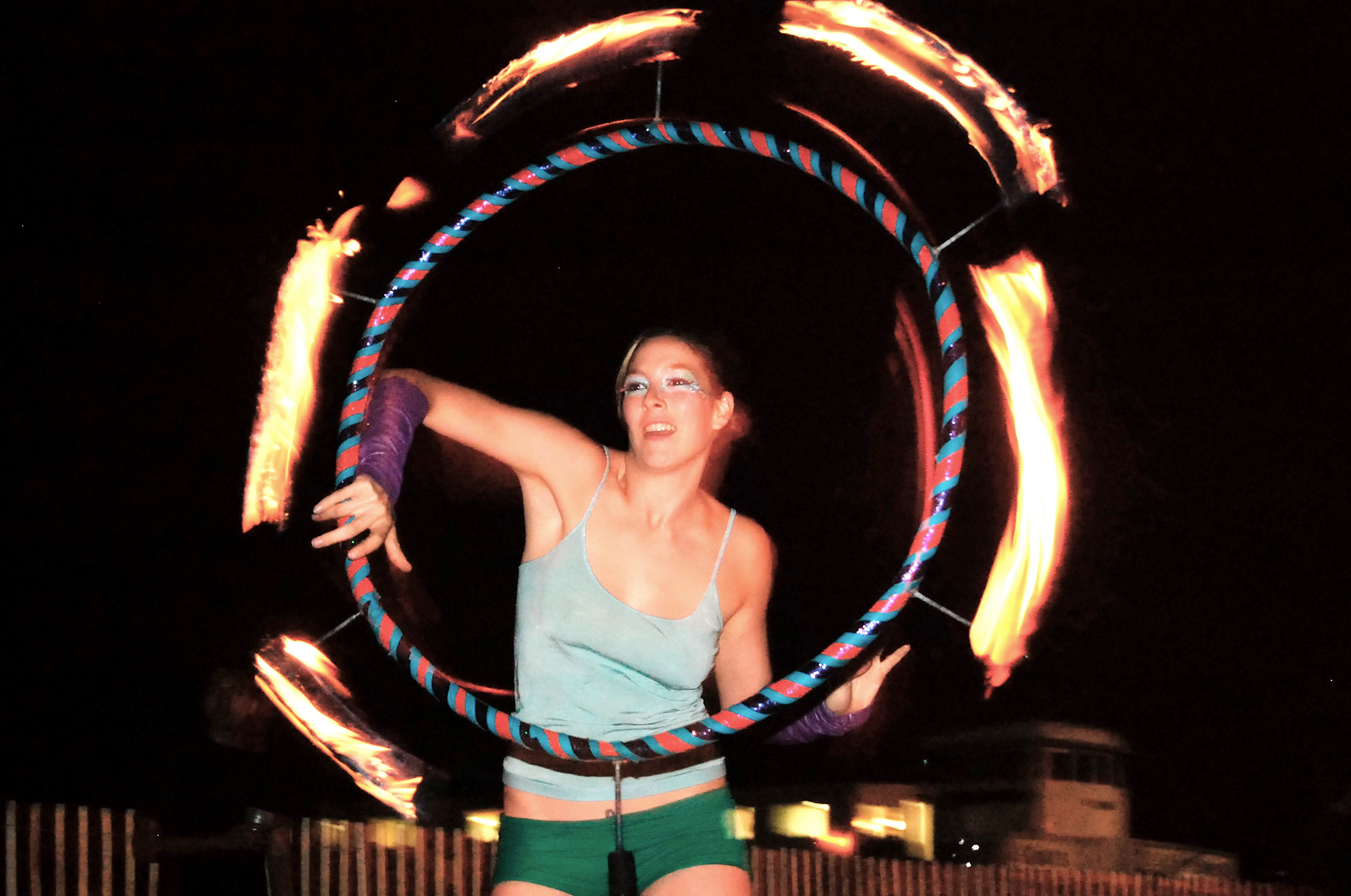
Tanečnice Ali Luminescent s obručí při představení v New Yorku
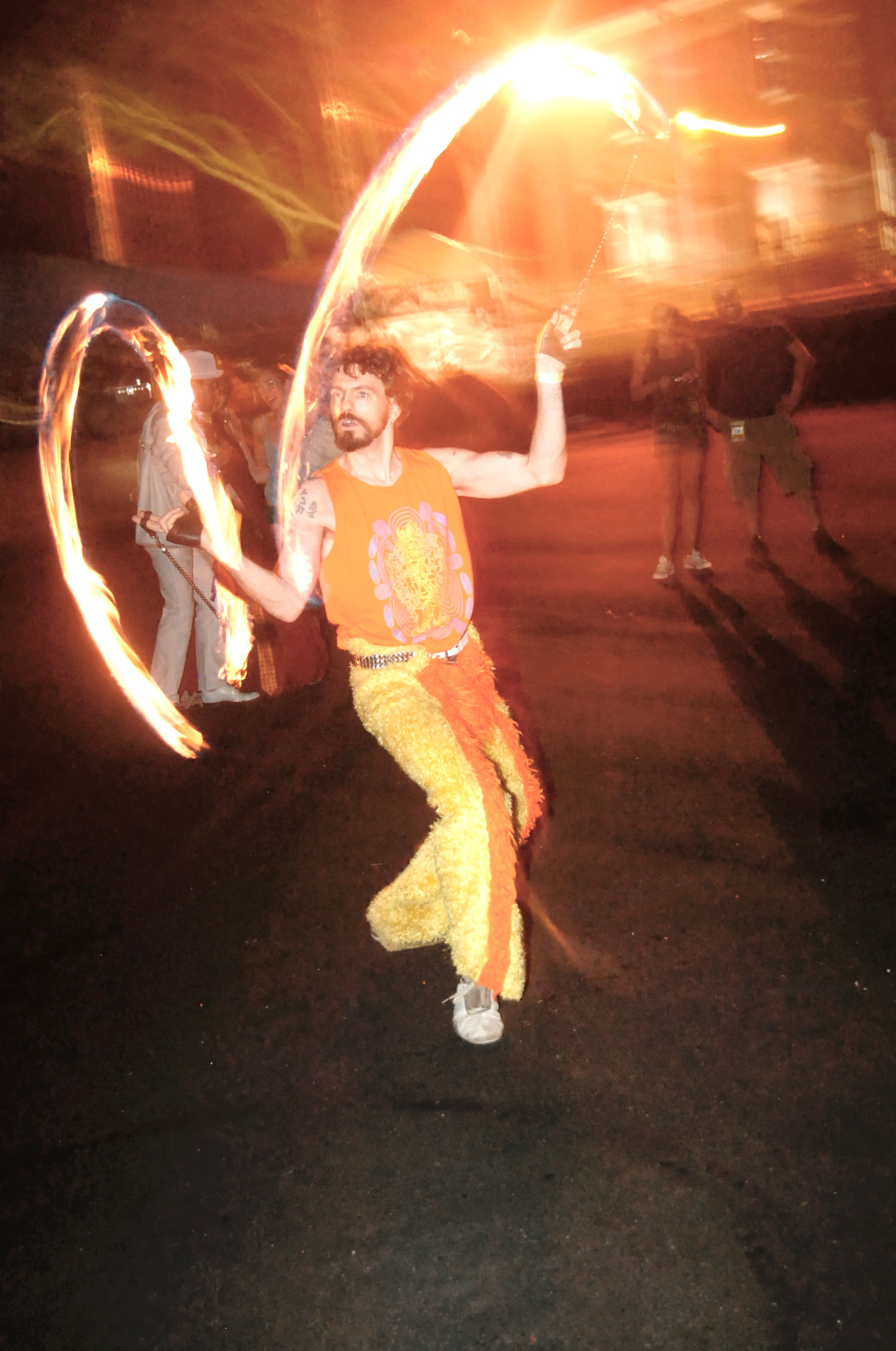
Tanečník s poi v New Yorku

Fireshow získávají na popularitě od poloviny 90. let 20. století. Tento rozvoj se týká jak ohnivých show v rámci volnočasových aktivit, tak v rámci profesionálních vystoupení. Manipulace s ohněm se stala velmi rozšířenou v klubech s elektronickou hudbou, v nočních klubech, na plážových večírcích a hudebních festivalech. K většímu povědomí o fireshow přispěl také festival Burning Man, jehož součástí jsou právě i ohnivá umění. Vystoupení s ohněm se stává čím dál oblíbenější zábavou na firemních akcích, pouličních festivalech, oslavách a jako předskokan ohňostrojů.

### Druhy fireshow
Čím dál tím větší dostupnost ohnivých rekvizit a rozvoj fireshow jako umění přispěly k nárůstu možností, jakým způsobem lze ohnivou show provozovat.
- Tradiční fireshow: Tradiční vystoupení často obsahují polynéské kostýmy a jiné kulturní prvky. Mnoho umělců uznává pravidla každoročního Samojského festivalu (Samoa Festival) spojeného se Světovým mistrovstvím v show s ohnivým nožem (World Fireknife Competition) nebo se jimi inspiruje.
- Moderní fireshow: Tato představení mají mnoho druhů od vystoupení secvičených na hudbu po pouliční výstupy. Liší se i různými stupni zapojení publika a interakce s ním. Moderní fireshow také užívají velké množství různorodých ohnivých dovedností a rekvizit.
- Ohnivé divadlo (fire theatre): Tyto show jsou divadelními představeními, v nichž oheň a ohnivá vystoupení figurují jako prvky jevištního dramatu. Ohnivé vystoupení je tu často součástí většího představení. Tento typ výstupů často využívá složitější rekvizity a kostýmy a může se méně soustředit na technickou přesnost.
- Ohnivé fetiš show: Tato představení jsou charakteristická neskrývaným sexuálním podtextem a často neobyčejně odvážnými kostýmy, nahotou a přímo či nepřímo vyjádřeným sexuálním stykem mezi herci. Často bývají pokládány za směs ohnivého tance se striptýzem nebo americkou burleskou. Termín „ohnivý fetiš“ se proto spojuje s příslušným typem vystoupení a ne se sexuálním fetišem na straně herce. V tom případě by šlo o pyrofilii.
- Erotické fireshow: Tyto show mohou být pokládány jednoduše za obvyklý improvizovaný tanec s ohněm, který ovšem klade důraz na podmanivé pohyby těla, svůdné výrazy, výběr hudby s erotickým nádechem (jako R&B nebo downtempo) a spoře oblečené performery. Tímto způsobem poskytují očekávanou vizuální zábavu pro publikum a zároveň vzbuzují sexuální vzrušení. Na rozdíl od ohnivé fetiš show je toto představení všeobecně umírněnější, pomalejšího tempa a může být prováděno jediným tanečníkem před úzkým či speciálně vybraným publikem, často druhem či milencem. Toto představení může být iniciativní a vizuálně atraktivní formou milostné předehry.
- Rituální fireshow: Tato představení jsou směsí pohanského a okultního obřadu s ohněm a ohnivým představením. Soustředí se méně na technické provedení a více na tanečníkovo umění s ohněm, aby vyzdvihla rituální charakter nebo specifičnost ohnivého elementu.
- Oheň a břišní tance: Tato představení jsou směsí středovýchodního břišního tance (raqs sharqi) a kombinují prvky tance s ohněm s břišními tanci. Tyto tanečnice často používají ohnivé svíčky (viz níže) a ohnivé meče, které připomínají scimitary. První, kdo tímto způsobem spojil oheň a břišní tance, byla taneční skupina The Dancing Fire.
- Zábavní žongléři s ohněm kombinují žonglování, oheň a komedii. To může spočívat mimo jiné i v zapalování vybraných částí svého těla.
- Společnost nového cirkusu Cirque du Soleil poprvé zapojila prvky moderních fireshow do svého představení Zaia v Macau (2008 – 2012). Předchozí představení Cirque du Soleil zvaná Alegría a O využívala při ohnivých představeních dovednosti tradičních tanečníků s ohnivými noži. Uznání pro moderní tanec s ohněm a moderní techniky s ohnivými rekvizitami bylo v minulosti v cirkusovém společenství velmi nízké. V Zaia pracoval jako vrchní ohnivý umělec a ohnivý trenér Dan Miethke.

## Ohnivé rekvizity
Při ohnivých vystoupeních se většinou používají rekvizity, které byly pro tento účel speciálně vyrobeny. Ohnivé pochodně, hole a tyče, poi, obruče, biče a jiné rekvizity jsou volně k dostání.
- Poi – Dvojice řetězů s poutky na jednom konci a hlavicí kevlaru na druhém. Poi mají přibližně délku lidského předloktí.
- Ohnivá hůl či tyč – Kovová či dřevěná tyč dlouhá jeden až dva metry s hlavicí kevlaru na jednom či obou koncích. Umělec může používat pouze jednu hůl či tyč, ale je možné žonglovat i se dvěma nebo třemi najednou.
- Ohnivá obruč – Obruč s připevněnými paprsky, na jejichž koncích se nachází kevlarové hlavice.
- Ohnivý vějíř – Velký kovový vějíř s jednou nebo více hlavicemi na koncích.
- Ohnivý deštník – Rekvizita pro vystoupení s ohněm, která připomíná tvarem deštník a může být vyrobena různými způsoby.
- Ohnivý meteor – Dlouhý řetěz či provaz s hlavicemi kevlaru nebo mističkami tekutého paliva na obou koncích.
- Freestyle nunčaky – Nunčaky s hlavicemi kevlaru obvykle na jednom či druhém konci.
- Batony – Typ krátkých holí, které jsou ohnivou obdobou batonů používaných ve twirlingu.
- Firestick – Rekvizita podobná tradičnímu devilsticku, tedy hůlce ovládané dvěma dalšími hůlkami, které s ní nejsou nijak spojené a které drží performer v rukou. Oproti devilsticku má firestick na obou koncích ústřední hůlky kevlarové hlavice.
- Pochodeň – Krátká kuželka nebo pochodeň s hlavicí na jednom konci. Buď se s ní točí podobně jako s poi, anebo se vyhazuje podobně jako žonglovací kužely, přičemž se vždy drží a chytá za nehořící konec.
- Ohnivý nůž – Krátká hůlka s čepelí z kevlaru na konci. Ohnivé nože jsou tradičním prvkem polynéské kultury a jsou používány od 40. let 20. století.
- Ohnivý rope dart – Kevlarová hlavice nebo někdy ocelový bodec obtočený kevlarem, které se nachází na konci provazu či řetězu dlouhého 1,5 až 5 metrů. K opačnému konci je připevněn kruh nebo jiný úchyt.
- Ohnivý meč – Buď skutečný meč modifikovaný pro ohnivé použití, anebo speciálně zkonstruovaný meč pro použití při fireshow.
- Ohnivý orb – Dva kroužky nebo poutka s kevlarovou hlavicí připevněnou na tenkém drátu mezi nimi.
- Ohnivé drápy – Krátké pochodně připevněné k jednotlivým prstům tanečníka.
- Ohnivé svíčky – Miniaturní pochodně s plochou základnou, za kterou jsou drženy v dlani směrem nahoru.
- Ohnivý pás – Motocyklový řetěz s pěti rovnoměrně rozmístěnými paprsky s kevlarovými hlavicemi na koncích.
- Ohnivý bič – Kevlarové vlákno spletené do podoby býkovce, obvykle s kovovou rukojetí o délce 30 centimetrů. Při práskání s takovým bičem vznikají velké ohnivé koule.
- Ohnivý bičík – Obyčejný BDSM bičík s kevlarovými konci. Může být používán jak při fireshow, tak při sexuálních praktikách zaměřených na střídání teplot (tzv. temperature play).
- Ohniví hadi – Podobní poi, ale mají 7–15 cm dlouhý řetěz spojující poutka s 30 cm dlouhým kevlarovým provazem.
- Ohnivé švihadlo – Švihadlo z kevlaru.
- Ohnivý kanón – Propanové zařízení pro výrobu ohně. Větší kanóny umí vystřelit sloup ohně vysoký přes 60 metrů, ačkoli kvůli tomu musí být připevněny k zemi nebo vozidlu.
- Plamenomet – Podobný ohnivému kanónu, ale mnohem menší a vyrobený pro ruční použití. Jeho palivo je uloženo v „batohu“ sestávajícího z jednoho či více propanových zásobníků.
- Ohnivé míčky – Speciálně vyrobené žonglovací míčky. Mohou být buď z pevného materiálu a namočené v palivu, přičemž se vyhazují do vzduchu za použití ochranných rukavic, nebo mohou být vyrobené tak, aby jejich oheň planul uprostřed míčku.
- Ohnivé oblečení – Koruny, pásy, pásky na ruce nebo další doplňky vyrobené typicky z kovu a s připojenými kevlarovými hlavicemi. Nosí se při tanci s ohněm.

## Paliva
Takřka všechny moderní ohnivé rekvizity fungují na bázi hlavic namáčených do kapalného paliva. Existuje mnoho možných paliv, která se liší svými jednotlivými vlastnostmi. Tanečníci s ohněm si vybírají paliva nebo směsi paliv podle jejich bezpečnosti, ceny, dostupnosti a požadavků na různé vlastnosti jako barva a teplota výsledného ohně nebo rozpustnost paliva. V závislosti na místní dostupnosti, ceně a preferencích účinkujících se volba paliv mění společně s geografickou polohou. Američtí performeři například používají čistý benzín, zatímco ti britští a čeští používají takřka pouze lampový olej či petrolej. Zatímco mnozí američtí účinkující přestali používat čistý benzín kvůli jeho velmi nízké teplotě vzplanutí a jiným životu nebezpečným vlastnostem, někteří ho stále oproti jiným palivům upřednostňují.

### Bezpečnost
Tanec s ohněm je ze své podstaty nebezpečný a rizika se dají snížit pouze bezpečným používáním rekvizit, bezpečným uskladňováním paliv, a vystupováním ve vhodných prostorách. Bezpečnostní předpisy po performerech požadují, aby u sebe měli hasicí přístroje, hasicí deky a jiné prostředky, které pomohou při hašení ohně.

## Výuka ohnivých umění
Organizované akce, při kterých se lze naučit ohnivá umění a manipulaci s ohnivými rekvizitami, se konají po celém světě. Festivaly ohnivých umění, workshopy, dílny, semináře a soustředění jsou oblíbená především v USA, Kanadě a Austrálii. Nejčastěji se začátečníci učí nejprve s poi, holemi a tyčemi či obručí.